# Gerardo Taratuto
Gerardo Raúl Taratuto ( Buenos Aires, Argentina, 30 de julio de 1944 – ibídem, 11 de febrero de 2005), fue un abogado, juez, guionista, autor y dramaturgo que recibió varios premios por su labor teatral. Ejerció con dedicación el Derecho tanto desde el rol de abogado como de funcionario público y juez y supo trasladar sus conocimientos y experiencias los ámbitos tribunalicios a su labor creativa como dramaturgo y autor de ficciones televisivas, recordándose en especial sus guiones de la serie Hombres de ley como uno de los mejores retratos de los conflictos relacionados con la vida cotidiana de los abogados.

## Actividad como abogado
El 14 de octubre de 1968 se graduó como abogado en la Facultad de Derecho y Ciencias Sociales de la Universidad de Buenos Aires; en la misma casa de estudios se desempeñó como Ayudante de Primera y, entre agosto de 1973 y el 31 de diciembre de 1974, como Jefe de Trabajos Prácticos, en ambos casos en la cátedra de Derecho Penal del doctor Enrique Bacigalupo. Entre el 6 de febrero y el 30 de septiembre de 1984 trabajó como abogado sumariante en la Comisión Nacional sobre la Desaparición de Personas (CONADEP) donde instruía actuaciones referidas a los hechos de terrorismo de Estado cometidos en la provincia de Buenos Aires.
Entre el 14 de diciembre de 1998 y el 31 de diciembre de 1999 se desempeñó como Secretario letrado de la Fiscalía de la Cámara de Apelaciones en lo Contravencional y de Faltas y entre  el 1.º de enero y noviembre de 2000 fue Jefe de Gabinete de Asesores de la Subsecretaría de Política Criminal y Asuntos Penitenciarios del Ministerio de Justicia y Derechos Humanos de la Nación. En el año 2000, tras aprobar su posgrado en la misma facultad donde se había graduado, se especializó en Administración de Justicia. Desde noviembre de 2000 hasta octubre de 2003, fue Jefe de Gabinete de Asesores de la Procuración General de la Ciudad de Buenos Aires; posteriormente fue designado juez de primera instancia en lo Contravencional y de Faltas y se desempeñó como titular del Juzgado n.º 8 desde el 9 de octubre de 2003 hasta su fallecimiento.

## Su labor literaria

### Teatro
Taratuto supo trasladar sus conocimientos y experiencias recogidos en los ámbitos tribunalicios a su labor creativa como dramaturgo y autor de ficciones televisivas. En 1982 comenzó su carrera de dramaturgo presentando en el marco del Teatro Abierto su obra Chorro de caño, compleja pieza ambientada en el mundo carcelario que interpretaron Norberto Díaz y Rubén Stella.
Al año siguiente, en tanto comenzaba a escribir para televisión, volvió a participar en el ciclo de aquel movimiento cultural con la obra teatral  Blues de la calle Balcarce, que escribió en colaboración con Sergio Amadeo de Cecco y Carlos Pais. En 1985 estrenó la obra 20 años no es nada, con la que Norman Briski retornó a los escenarios locales, de la que dice Perla Zayas de Lima:

”puede leerse como una crónica humorística que cubre las dos últimas décadas de nuestro siglo. Con humor y un agudo sentido crítico indaga las debilidades, renuncias y fracasos de la clase media porteña dramatizando lo individual por lo social y viceversa”.

En el último Teatro Abierto realizado en 1985, Taratuto coordinó junto a Ricardo Halac uno de los cinco talleres autorales, al que concurrieron  diez escritores seleccionados originando varias de las obras estrenadas ese año en la sala Fundart.

### Televisión
Escribió varios textos y ciclos unitarios para televisión. La serie Los hijos de mis hijos recibió en 1984 el Premio Ondas que otorga Radio Barcelona, emisora de la SER del grupo Prisa, desde 1954. Sus guiones de la serie Hombres de ley como uno de los mejores retratos de los conflictos relacionados con la vida cotidiana de los abogados. Este programa se estrenó en 1987 en ATC y continuó hasta 1989 con un sólido elenco que encabezaban Federico Luppi, Norberto Díaz y Rubén Stella, logrando los Premios Martín Fierro de 1988 y 1989. Otras series en las que escribió los libretos fueron Laberinto sin ley, Toda la vida y Cuenteros.
Taratuto también fue galardonado como autor de televisión en el Festival Internacional de Cine y Televisión de La Habana con el Premio Coral en 1988 y en el Festival de Zaragoza con Premio Augusto de Plata.
Gerardo Taratuto falleció en Buenos Aires el 11 de febrero de 2005.

## Filmografía
Coguionista
- Y pegue Carlos, pegue  (1995)

## Televisión
Guionista
- Laberinto sin ley (Serie, 1997)
- Cuenteros (Serie, 1993)
- Hombres de ley (Serie, 1987)
- Marina de noche (Serie, 1985)
- Compromiso (Serie, 1983)

## Obras teatrales de su autoría
- Chorro de caño
- Blues de la calle Balcarce
- Memoria del infierno